# Streepvaren
Streepvaren (Asplenium) is een geslacht uit de streepvarenfamilie (Aspleniaceae). Het geslacht telt ongeveer zevenhonderd soorten varens. Het is het grootste (en volgens sommige auteurs enige) geslacht van de streepvarenfamilie.
De botanische naam Asplenium is afgeleid van Oudgrieks ἄσπληνον, asplēnon (= miltkruid). De varen is tot in de Middeleeuwen gebruikt als heildrank tegen miltziekten.
In Heukels' Flora van Nederland zijn de soorten die elders wel tot de geslachten Ceterach en Phyllitis gerekend worden bij dit geslacht ingevoegd.

## Kenmerken
Het zijn kleine tot zeer grote planten van uiteenlopende vorm met een beschubde wortelstok (rizoom) en ongelede bladsteel. Een gemeenschappelijk kenmerk van deze varens zijn de lijnvormige tot langwerpig ovale sori of sporenhoopjes op de onderzijde van de bladeren. De sporenhoopjes liggen zijdelings langs de vrije zijnerven; ze bezitten een aan de nerf vastzittend dekvliesje (indusium).
De streepvarens vallen voor wat betreft hun vorm uiteen in middelgrote, tropische en dikwijls epifytische soorten enerzijds en kleine muur- of rotsvarens in gematigde en koude gebieden anderzijds. Een bekende soort van de eerste categorie is de vogelnestvaren (Asplenium nidus), die dikwijls als kamerplant gehouden wordt.

## Taxonomie

### Europese soorten
In Europa komen van nature een twintigtal soorten voor, waarvan drie in Nederland en zeven in België:
- Asplenium adiantum-nigrum (Zwartsteel)
- Asplenium adulterinum
- Asplenium aethiopicum
- Asplenium anceps
- Asplenium aureum
- Asplenium ×alternifolium
- Asplenium billotii (Lancetvormige streepvaren)
- Asplenium ceterach (Schubvaren)
- Asplenium cuneifolium
- Asplenium filare
- Asplenium fissum
- Asplenium fontanum (Genaalde streepvaren)
- Asplenium foreziense (Forez-streepvaren)
- Asplenium hemionitis
- Asplenium jahandiezii
- Asplenium lepidum
- Asplenium lolegnamense
- Asplenium marinum (Zeestreepvaren)
- Asplenium obovatum
- Asplenium octoploideum
- Asplenium onopteris
- Asplenium petrarchae
- Asplenium ruta-muraria (Muurvaren)
- Asplenium scolopendrium (Tongvaren)
- Asplenium seelosii
- Asplenium septentrionale (Noordse streepvaren)
- Asplenium trichomanes (Steenbreekvaren)
  - Asplenium trichomanes subsp. coriaceifolium
  - Asplenium trichomanes subsp. pachyrachis
  - Asplenium trichomanes subsp. quadrivalens
  - Asplenium trichomanes subsp. trichomanes
- Asplenium viride (Groensteel)

## Tropische soorten
Verscheidene tropische soorten worden als kamerplant gekweekt:
- Asplenium bulbiferum
- Asplenium nidus (nestvaren of vogelnestvaren)
- Asplenium viviparum

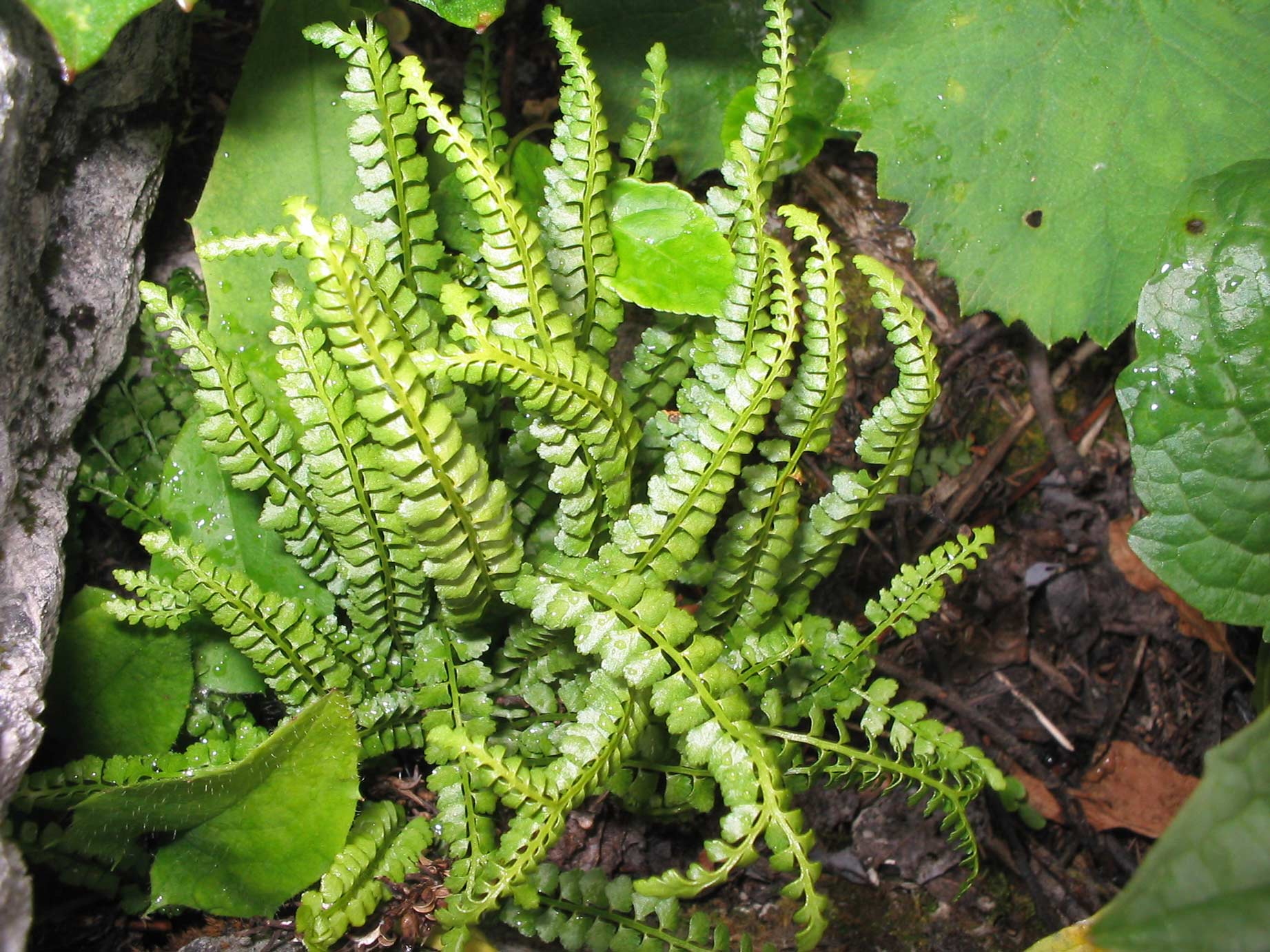
Groensteel in Ausseerland (Oostenrijk)
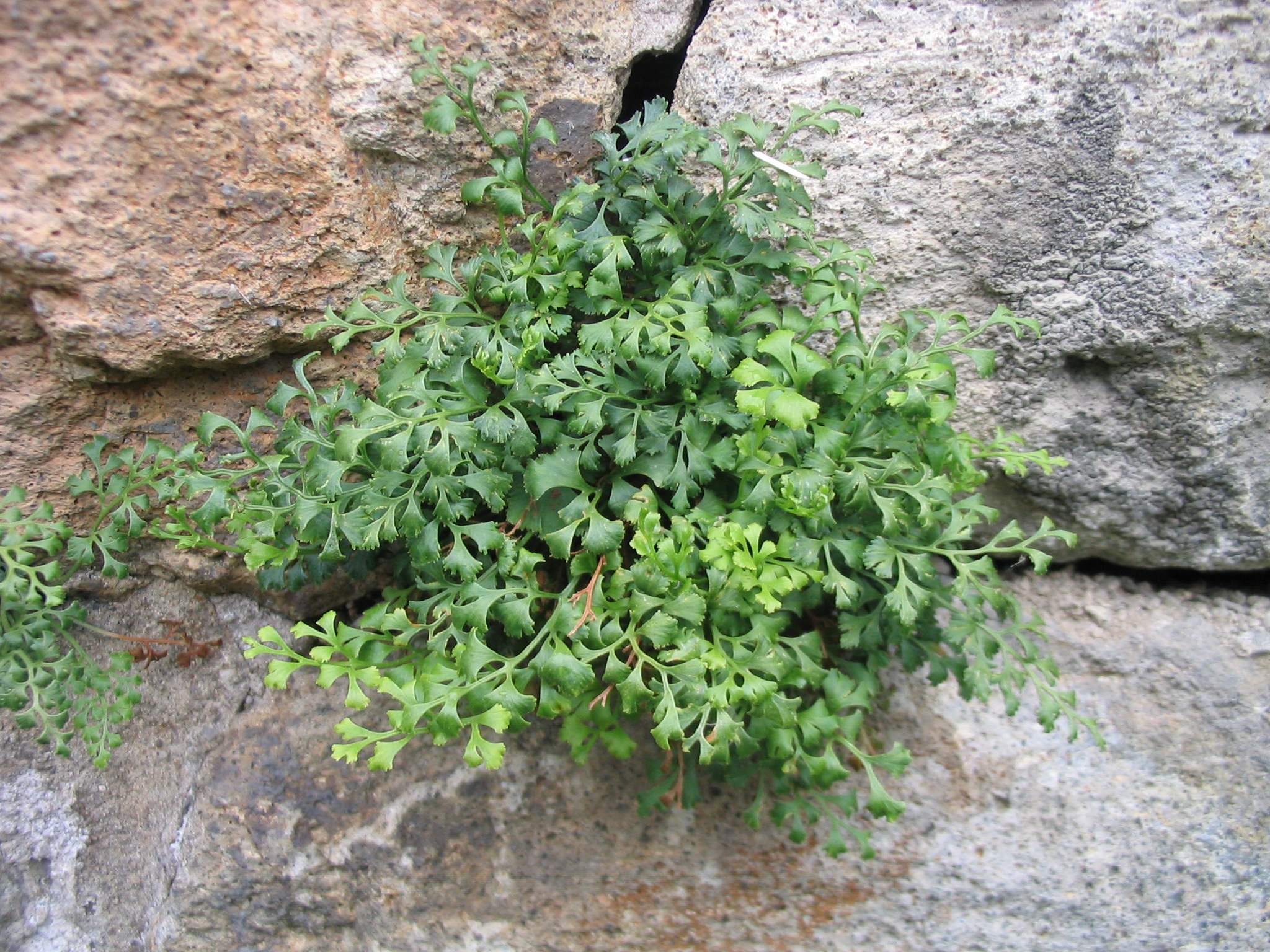
Muurvaren in het Erzgebergte (Duitsland)
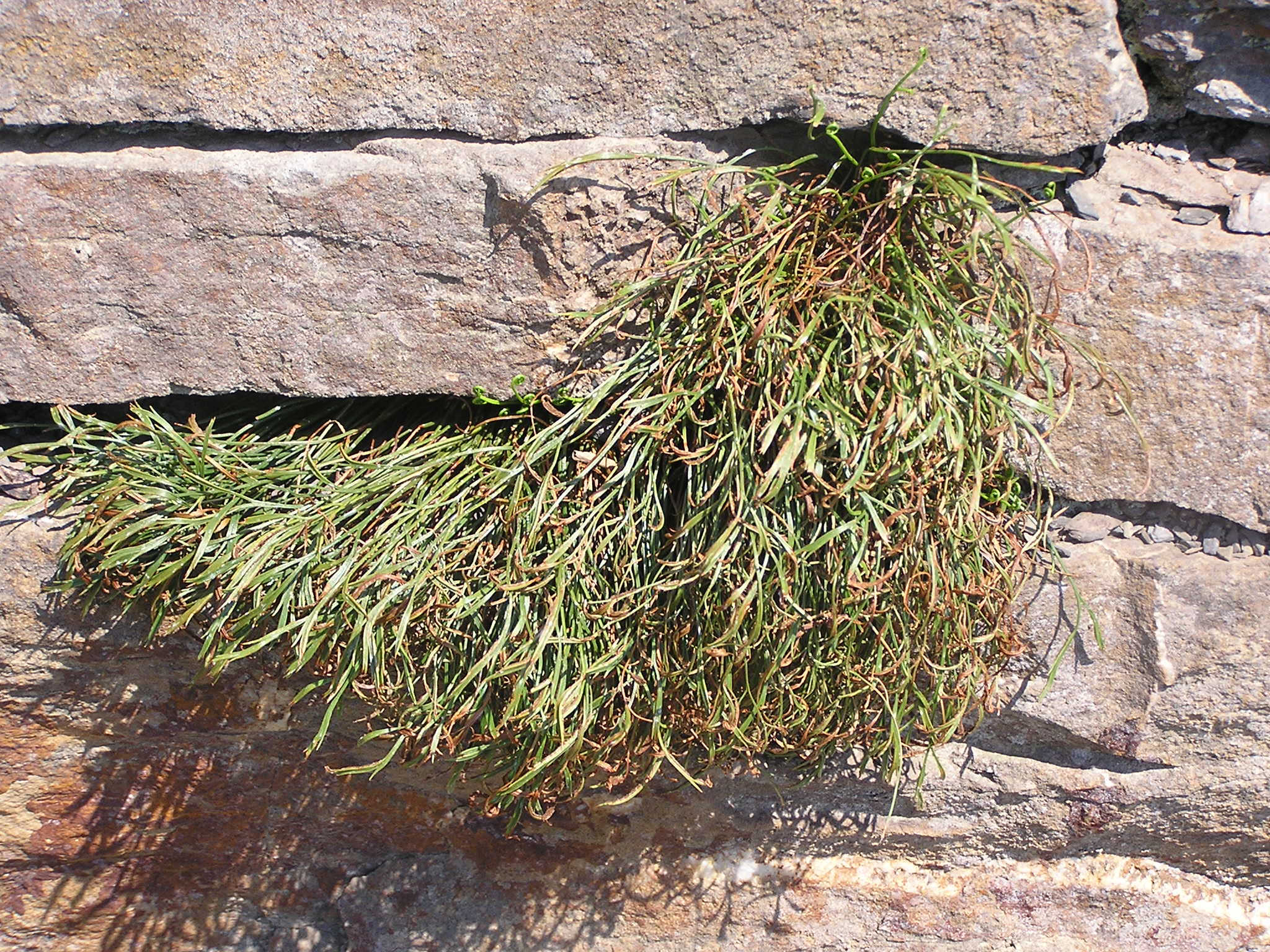
Noordse streepvaren in Ahrtal (Duitsland)
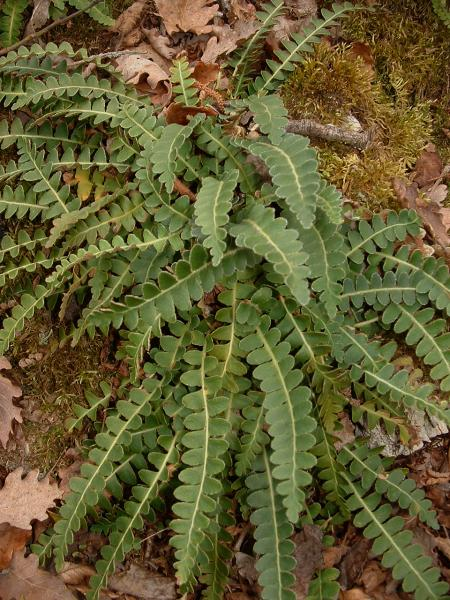
Schubvaren
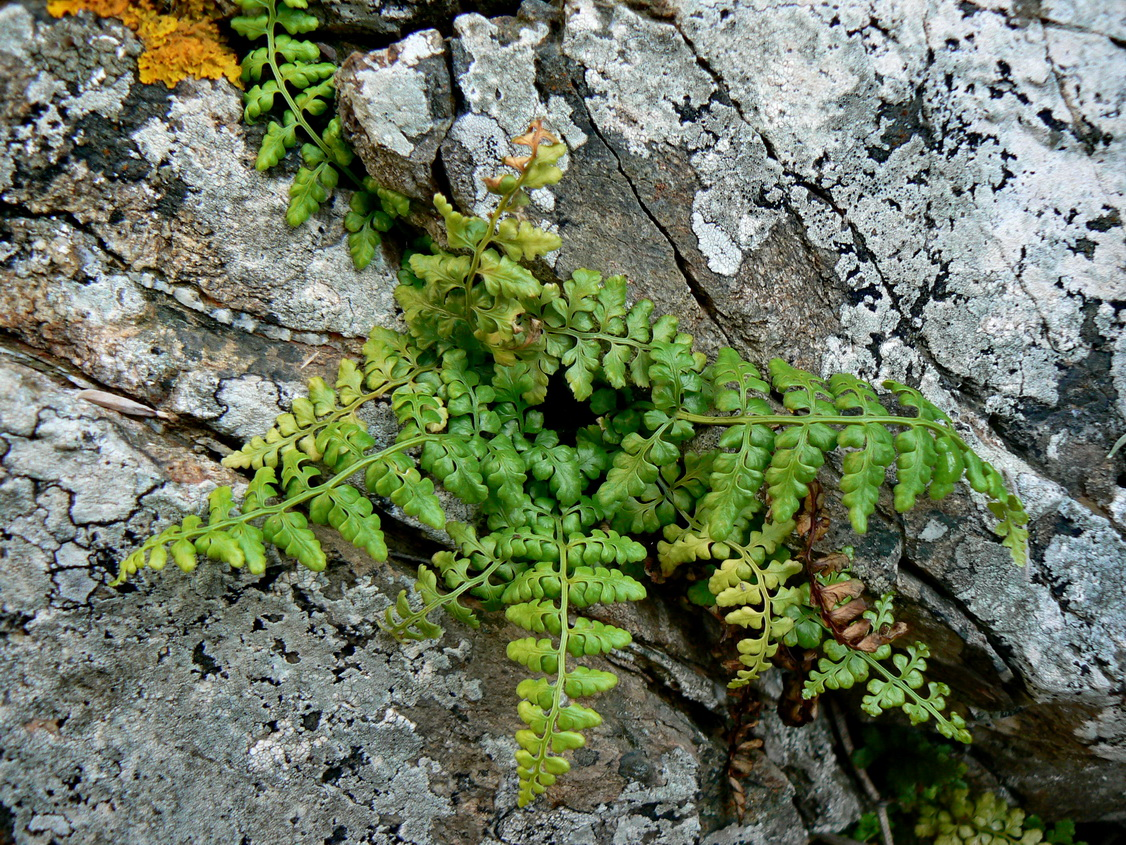
Asplenium obovatum
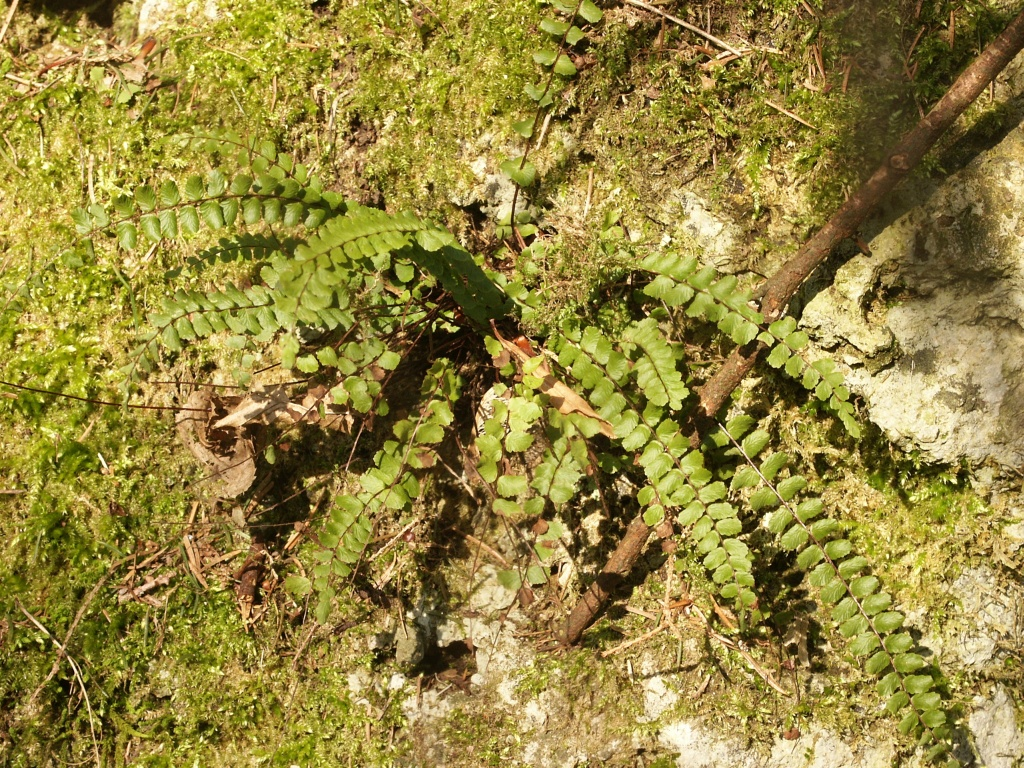
Steenbreekvaren
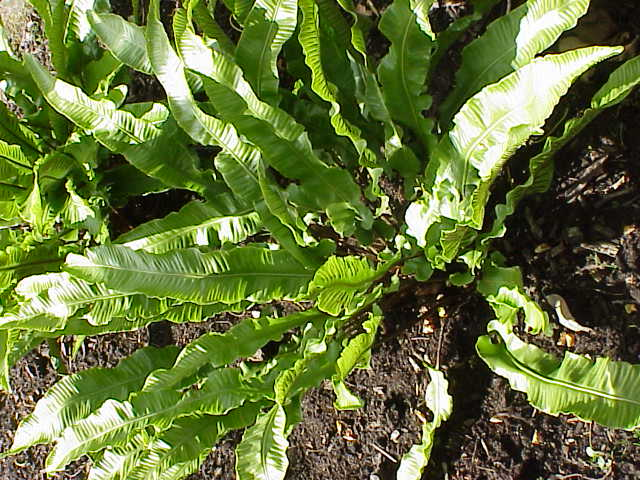
Tongvaren
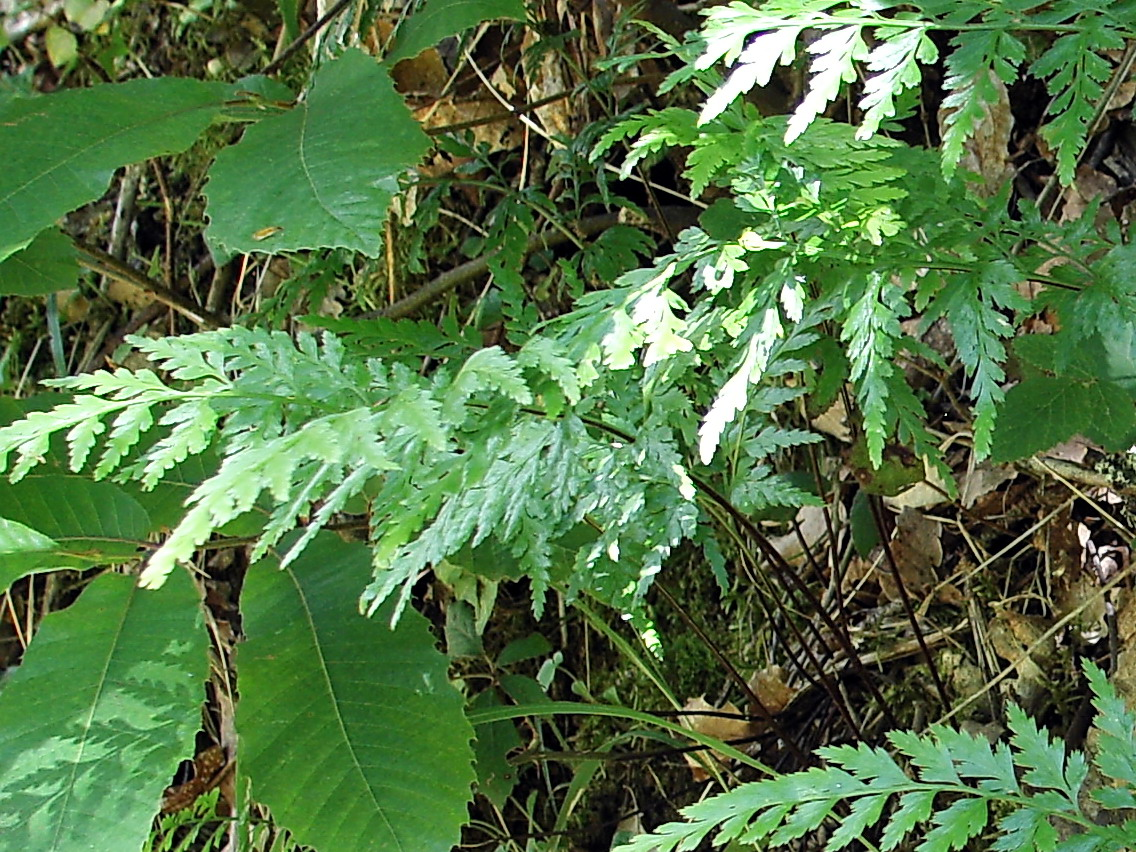
Zwartsteel in de Dordogne (Frankrijk)

Antigramma · Asplenium (Streepvaren) · Camptosorus · (Ceterach) · Diellia · Holodictyum · Hymenasplenium · Loxoscaphe · Pleurosorus · (Phyllitis) · Schaffneria · Sinephropteris · Thamnopteris
... · 
A. adiantum-nigrum (Zwartsteel) · 
A. adulterinum · 
A. aethiopicum · 
A. ×alternifolium · 
A. anceps · 
A. aureum · 
A. azoricum · 
A. billotii (Lancetvormige streepvaren) · 
A. bulbiferum · 
A. ceterach (Schubvaren) · 
A. cuneifolium · 
A. filare · 
A. fissum · 
A. fontanum (Genaalde streepvaren) · 
A. foreziense (Forez-streepvaren) · 
A. hemionitis · 
A. jahandiezii · 
A. lepidum · 
A. lolegnamense · 
A. majoricum · 
A. marinum (Zeestreepvaren) · 
A. nidus (Nestvaren) · 
A. obovatum · 
A. octoploideum · 
A. onopteris · 
A. petrarchae · 
A. ruta-muraria (Muurvaren) · 
A. scolopendrium (Tongvaren) · 
A. seelosii · 
A. septentrionale (Noordse streepvaren) · 
A. trichomanes (Steenbreekvaren) · 
A. trichomanes subsp. coriaceifolium · 
A. trichomanes subsp. pachyrachis · 
A. trichomanes subsp. quadrivalens · 
A. trichomanes subsp. trichomanes · 
A. viride (Groensteel) · 
A. viviparum · 
...